# Play-Doh
Play-Doh je blagovna znamka modelirne mase. Prvič so jo razvili leta 1930 v Cincinnatiju v Ohiu kot čistilo za tapete, nato pa so jo leta 1956 preoblikovali v igračo za dojenčke in otroke. Play-Doh je izumil proizvajalec mila Noah McVicker iz Cincinnatija na zahtevo podjetja Kroger Grocery. Po drugi svetovni vojni je McVickerjev nečak Joe na trg ponovno ponudil Play-Doh, tokrat kot igračo. Njegova ustvarjalna prizadevanja so pripomogla k temu, da je Play-Doh preživel stečaj stričevega podjetja za proizvodnjo mila. Takrat je Play-Doh dobil svoje sedanje ime. Leta 2015 sta 20th Century Fox in Hasbro napovedala film Play-Doh, vendar je izdelava filma propadla.
Play-Doh je večinoma narejen iz vode, soli in moke. Je nestrupen, vendar se ne sme dajati ljudem z alergijami ali občutljivostjo na pšenični gluten. Med letoma 1955 in 2008 je bilo v 75 državah prodanih več kot 2 milijardi kozarčkov Play-Doha.